# Quang khắc
Quang khắc hay photolithography là kỹ thuật sử dụng trong công nghệ bán dẫn và công nghệ vật liệu nhằm tạo ra các chi tiết của vật liệu và linh kiện với hình dạng và kích thước xác định bằng cách sử dụng bức xạ ánh sáng làm biến đổi các chất cảm quang phủ trên bề mặt để tạo ra hình ảnh cần tạo. Phương pháp này được sử dụng phổ biến trong công nghiệp bán dẫn và vi điện tử, nhưng không cho phép tạo các chi tiết nhỏ do hạn chế của nhiễu xạ ánh sáng, nên được gọi là quang khắc micro (micro lithography). Một số sách giáo khoa ở Việt Nam còn dịch thuật ngữ photolithography là quang bản thạch.

## Kỹ thuật quang khắc

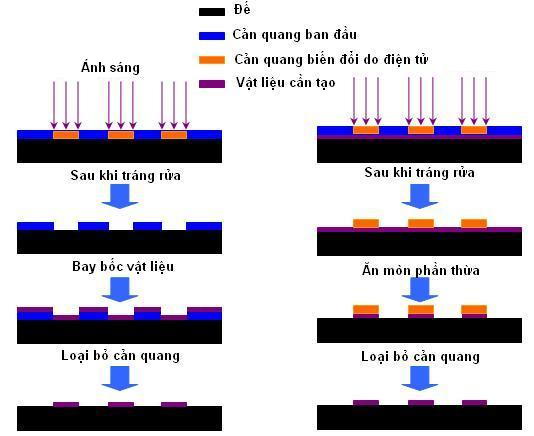
Các phương pháp tạo chi tiết trong quang khắc: kỹ thuật liff-off (trái), kỹ thuật ăn mòn (phải)

Quang khắc là tập hợp các quá trình quang hóa nhằm thu được các phần tử trên bề mặt của đế có hình dạng và kích thước xác định. Có nghĩa là quang khắc sử dụng các phản ứng quang hóa để tạo hình.
Bề mặt của đế sau khi xử lý bề mặt được phủ một hợp chất hữu cơ gọi là chất cản quang (photoresist), có tính chất nhạy quang (tức là tính chất bị thay đổi khi chiếu các bức xạ thích hợp), đồng thời lại bền trong các môi trường kiềm hay axit. Cản quang có vai trò bảo vệ các chi tiết của vật liệu khỏi bị ăn mòn dưới các tác dụng của ăn mòn hoặc tạo ra các khe rãnh có hình dạng của các chi tiết cần chế tạo. Cản quang thường được phủ lên bề mặt tấm bằng kỹ thuật quay phủ (spin-coating).
Cản quang được phân làm hai loại
- Cản quang dương: Là cản quang có tính chất biến đổi sau khi ánh sáng chiếu vào sẽ bị hòa tan trong các dung dịch tráng rửa.
- Cản quang âm: Là cản quang có tính chất biến đổi sau khi ánh sáng chiếu vào thì không bị hòa tan trong các dung dịch tráng rửa.

(Xem chi tiết trong bài Quang khắc chùm điện tử).

## Nguyên lý hệ quang khắc

Nguyên lý hệ quang khắc

Một hệ quang khắc bao gồm một nguồn phát tia tử ngoại, chùm tia tử ngoại này được khuếch đại rồi sau đó chiếu qua một mặt nạ (photomask). Mặt nạ là một tấm chắn sáng được in trên đó các chi tiết cần tạo (che sáng) để che không cho ánh sáng chiếu vào vùng cảm quang, tạo ra hình ảnh của chi tiết cần tạo trên cảm quang biến đổi. Sau khi chiếu qua mặt nạ, bóng của chùm sáng sẽ có hình dạng của chi tiết cần tạo, sau đó nó được hội tụ trên bề mặt phiến đã phủ cảm quang nhờ một hệ thấu kính hội tụ.

## Ứng dụng của quang khắc
Quang khắc là kỹ thuật đã được phát triển từ đầu thế kỷ 20, và được sử dụng rộng rãi nhất trong công nghiệp bán dẫn để chế tạo các vi mạch điện tử trên các phiến Si. Ngoài ra, quang khắc được sử dụng trong ngành khoa học và công nghệ vật liệu để chế tạo các chi tiết vật liệu nhỏ, chế tạo các linh kiện vi cơ điện tử (MEMS). Hạn chế của quang khắc là do ánh sáng bị nhiễu xạ nên không thể hội tụ chùm sáng xuống kích cỡ quá nhỏ, vì thế nên không thể chế tạo các chi tiết có kích thước nano (độ phân giải của thiết bị quang khắc tốt nhất là 50 nm), do đó khi chế tạo các chi tiết nhỏ cấp nanomet, người ta phải thay bằng công nghệ quang khắc chùm điện tử (electron beam lithography).